# Wolność i Niezawisłość
Svaz Wolność i Niezawisłość (tedy Svaz svobody a nezávislosti), polsky známý pod názvem Zrzeszenie Wolność i Niezawisłość, nebo „Wolność i Niepodległość” (celým názvem Ruch Oporu bez Wojny i Dywersji „Wolność i Niezawisłość” a zkráceně WiN) byla polská civilně-vojenská protikomunistická organizace založená 2. září 1945 ve Varšavě. Byla tvořena zbytky Delegatury ozbrojených sil (DSZ). WiN převzala její organizační strukturu, hodnosti, majetek a částečně i tzv. lesní oddíly. Oblastní velitelé DSZ se stali oblastními předsedy WiN.

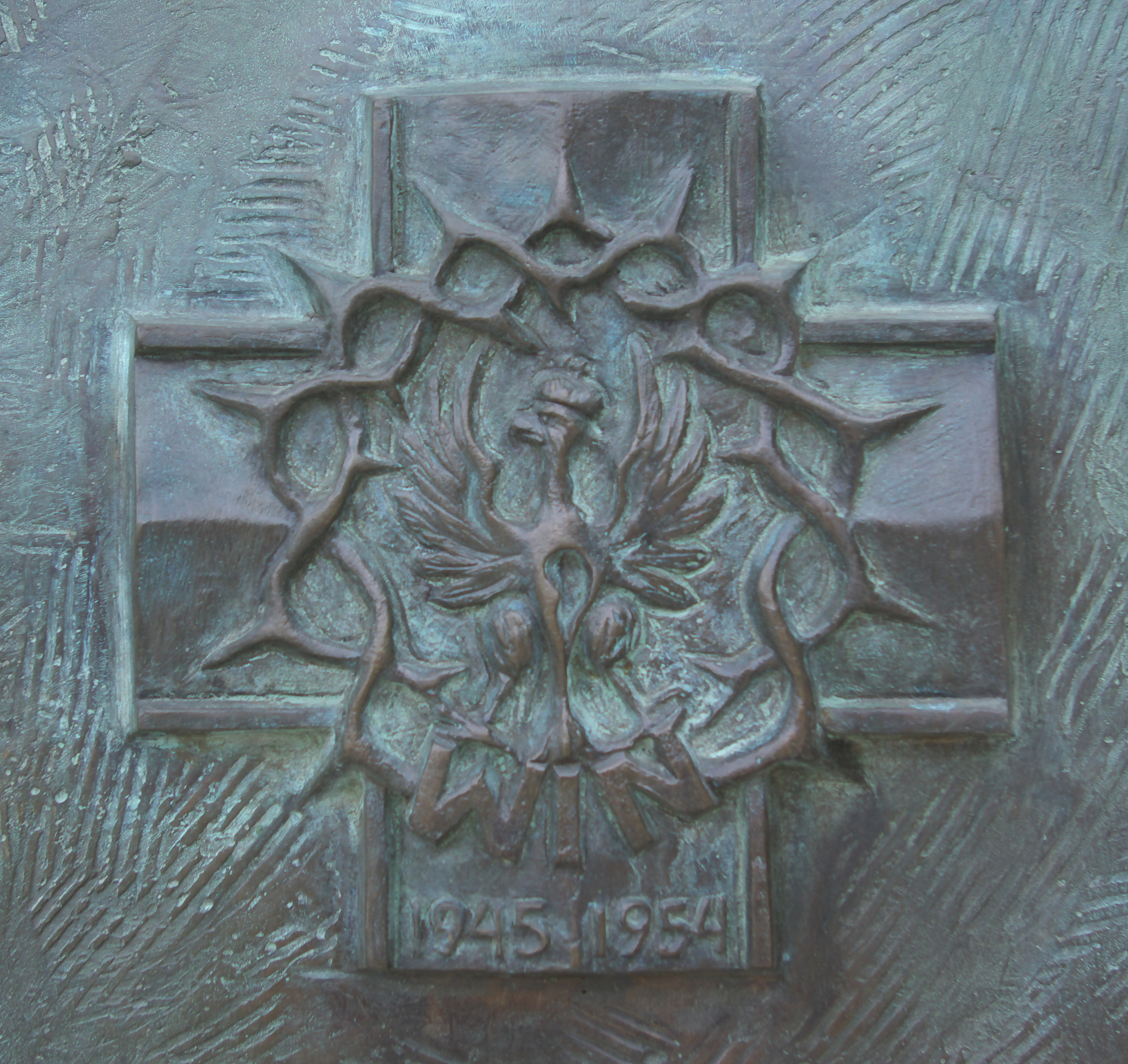
Kříž Svazu „Wolność i Niezawisłość” 1945–1954 na památníku v Rzeszówě

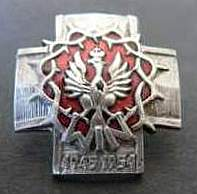
Náprsní kříž Svazu „Wolność i Niezawisłość” 1945–1954

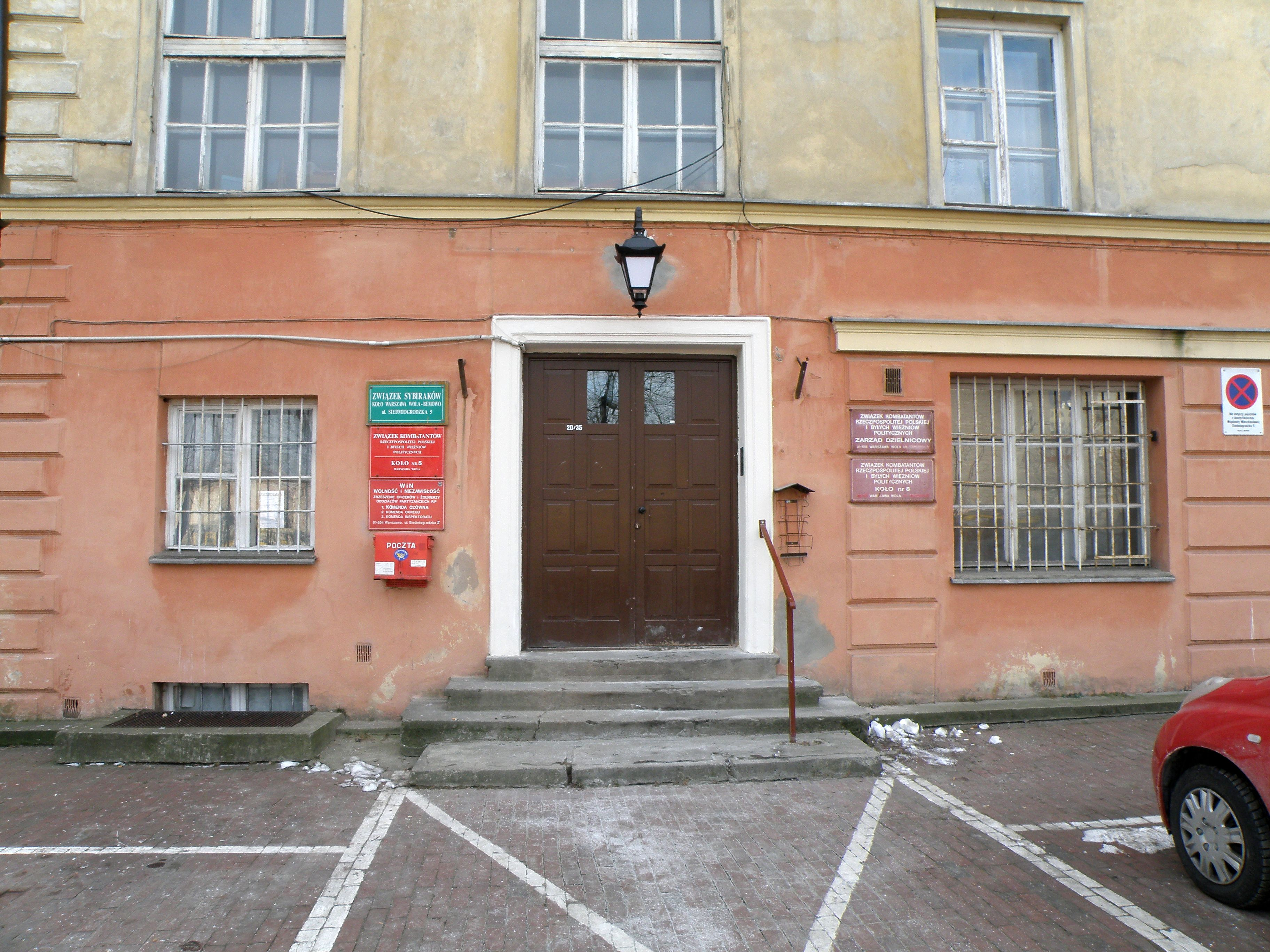
Centrála důstojníků a bojovníků svazu ve Varšavě

## Předsedové WiN
- od 2. září 1945 do 5. listopadu 1945 plukovník Jan Rzepecki
- od 5. listopadu 1945 do 5. listopadu 1945 (v den převzetí funkce zatčený) podplukovník Jan Szczurek-Cergowski
- od listopadu 1945 do 18. října 1946 plukovník Franciszek Niepokólczycki
- od října 1946 do 5. ledna 1947 podplukovník Wincenty Kwieciński
- od ledna 1947 do 27. listopadu 1947 podplukovník Łukasz Ciepliński
- do 28. prosince 1952 Józef Kowalski „Kos”, který byl pracovníkem Ministerstva veřejné bezpečnosti[3][4]

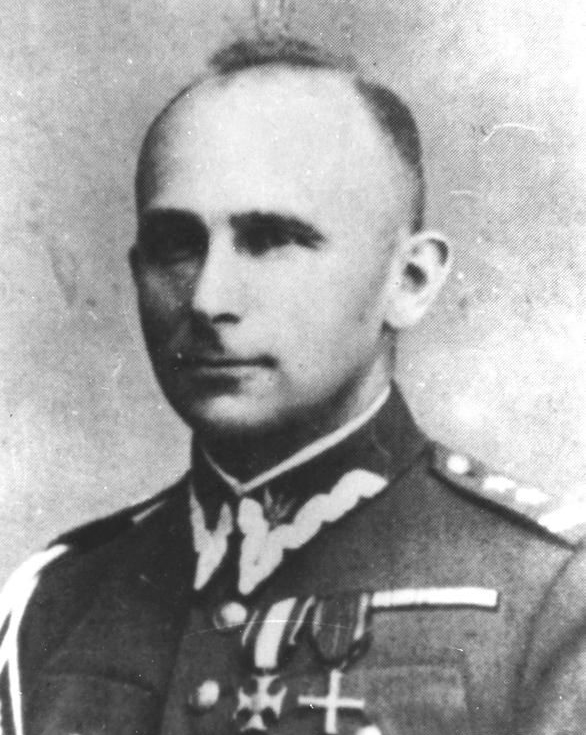
Jan Rzepecki
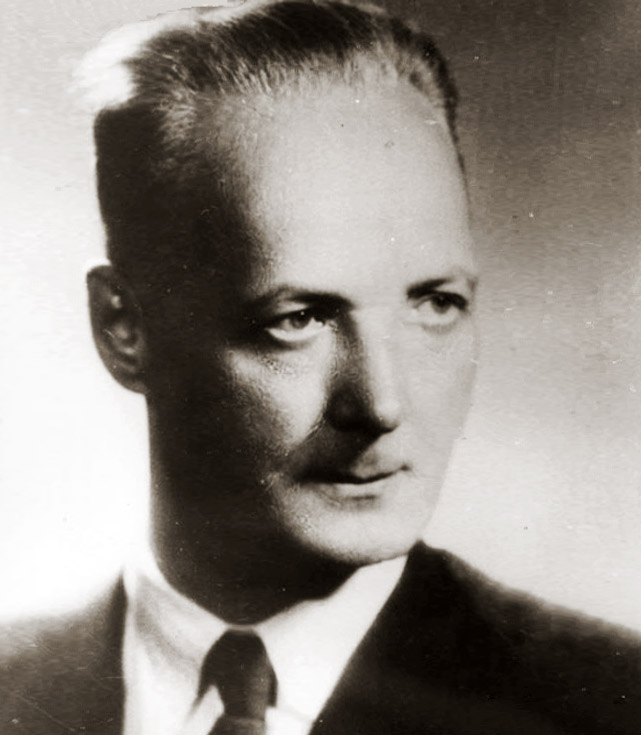
Franciszek Niepokólczycki
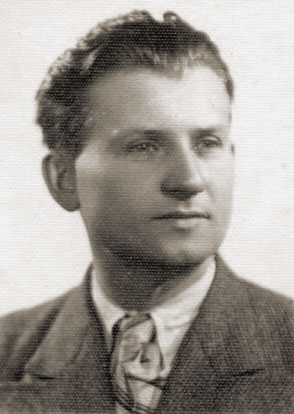
Łukasz Ciepliński

## Vývoj
Organizace na začátku chtěla politickým bojem zabránit volebnímu vítězství komunistů po 2. světové válce. Členové WiN připouštěli i možnost ozbrojené obrany. Mimo deklarovaný civilní charakter měla organizace silné ozbrojené oddíly a to především v centrální oblasti, na území białystockého, lubelského a varšavského okruhu, jelikož velitel centrální oblasti nevykonal rozkaz zavazující k rozpuštění takzvaných „lesních oddílů”, protože WiN považoval za vojensko-politickou organizaci. Na podzim roku 1945 část členů WiN uposlechla apel plukovníka Jana Mazurkiewicze (pseudonym „Radosław”) a odhalila se.
V roce 1946 nové vedení WiN podřídilo organizaci exilové vládě a hlavnímu veliteli polských ozbrojených sil na Západě. Rozhodlo se také otevřeně podporovat politickou stranu Polskie Stronnictwo Ludowe (PSL). Od začátku do konce své existence WiN vedli bývalí důstojníci Svazků ozbrojeného boje Zemské armády a organizační struktura byla mezi lety 1945 až 1947 (dělení na oblasti, okruhy, inspektoráty, obvody a rajóny) převzatá od Zemské armády a Delegatury ozbrojených sil.
WiN se na počátku dělila na 3 oblasti: Západní s centrem v Poznani, Centrální se sídlem ve Varšavě a Jižní se sídlem v Krakově. Oblasti se dále dělily na několik okruhů. V roce 1946 existovaly již jen oblasti dvě: Centrální a Jižní. V lednu 1947 WiN vyzvala PSL k bojkotu voleb do Sejmu a k čekání na intervenci západních spojenců.
I přes zákaz Delegatury ozbrojených sil a velitele Centrální oblasti DSZ, Jana Mazurkiewicza (jinak zvaného Radosław), WiN jednala i s Ukrajinskou Povstaleckou Armádou, tedy takzvanými Banderovci. Do jara 1947 s nimi WiN na území Lublinska a Podlesí uzavřela příměří a probíhaly i ojedinělé kooperativní útoky proti komunistické administrativě (útok UPA a WiN na Hrubieszów 28. května 1946). Podobné úmluvy byly dojednány i 21. května 1945 v Rudě Różaniecké a 29. dubna 1945 v Siedliskách.

## Idea

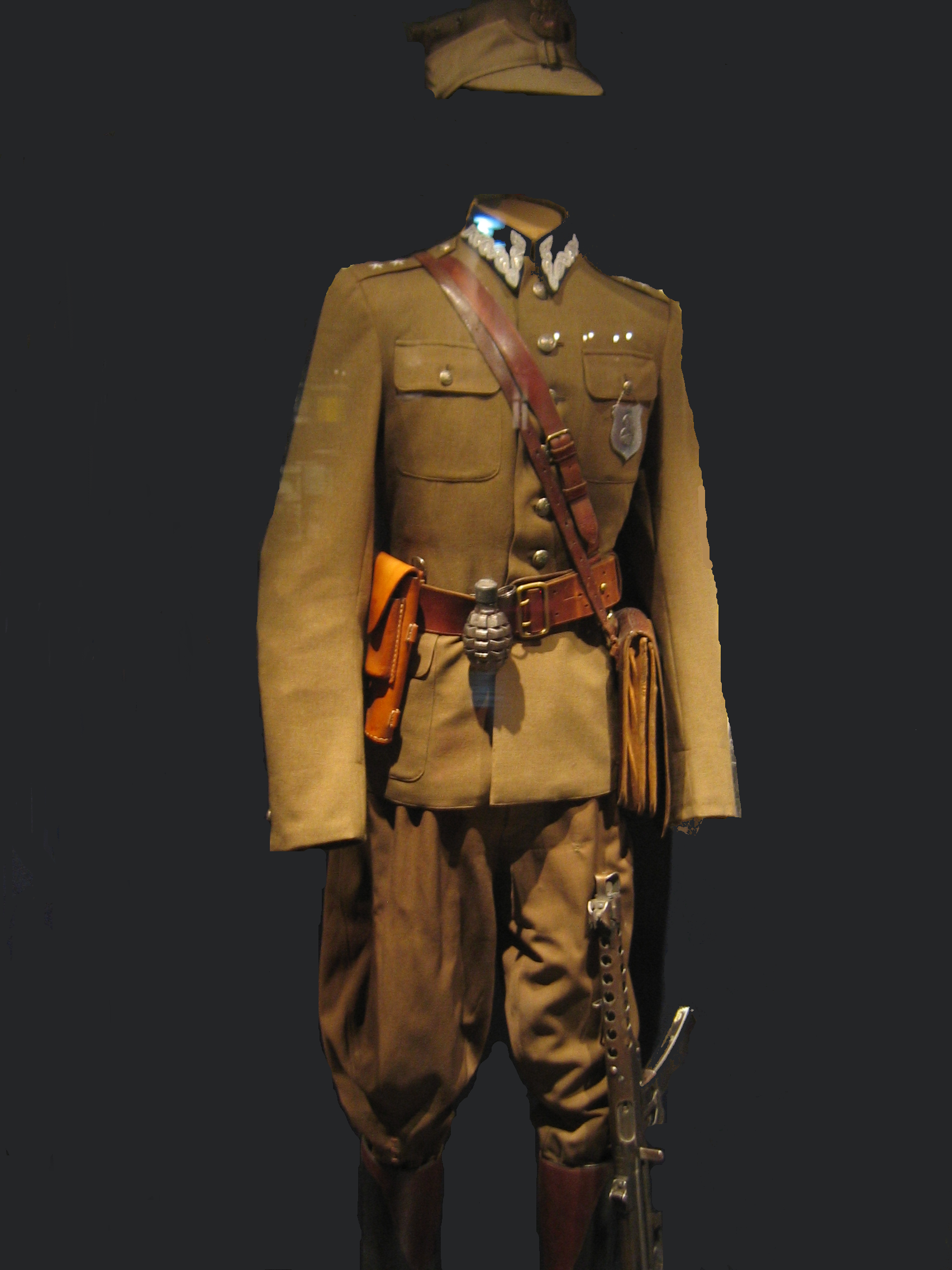
Uniforma podporučíka Edwarda Taraszkiewicze, důstojníka Svazu Wolność i Niezawisłość s náprsní plaketou Madony Częstochowské na levé náprsní kapse

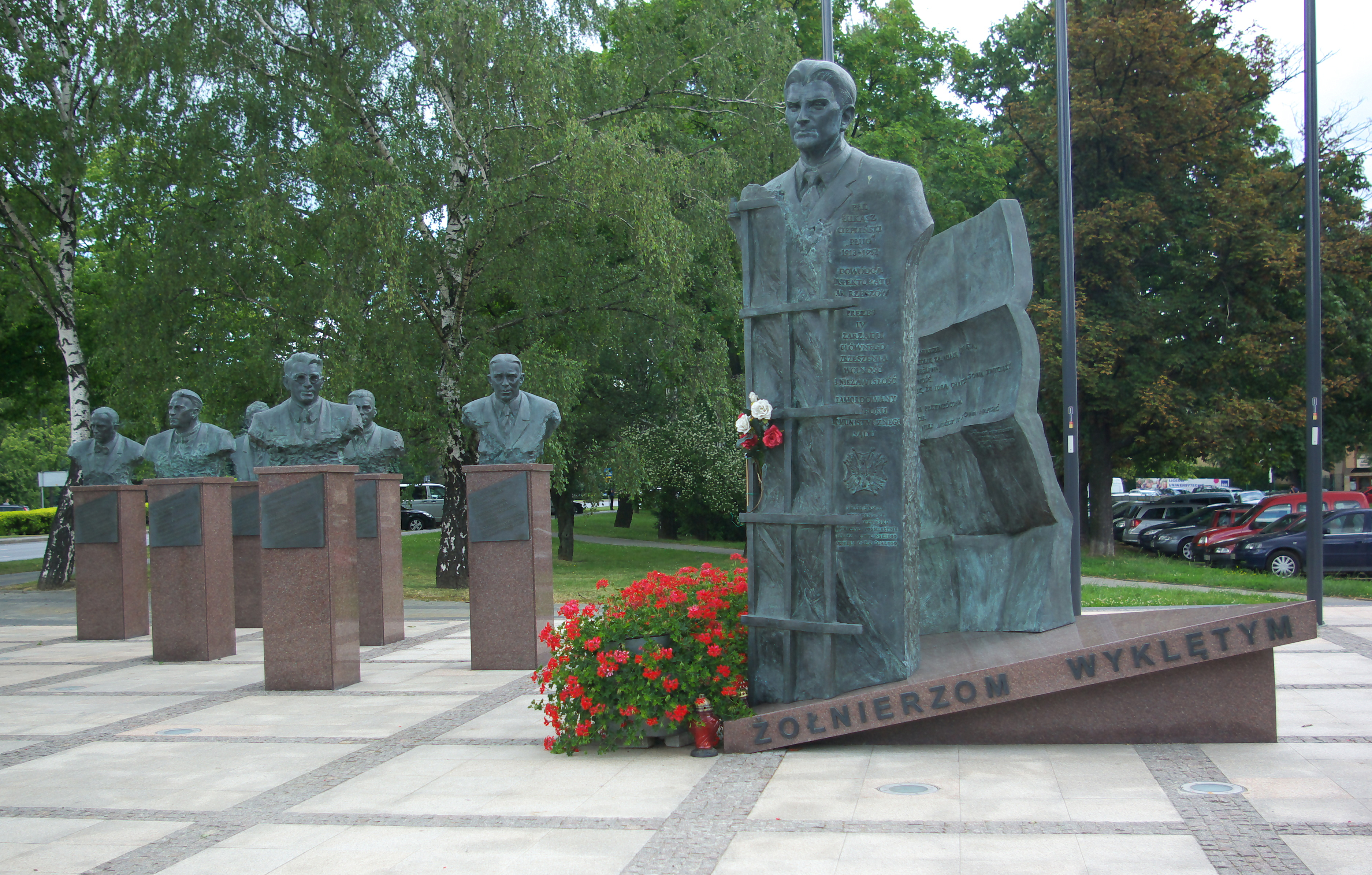
Pomník prokletých vojáků v Řešově

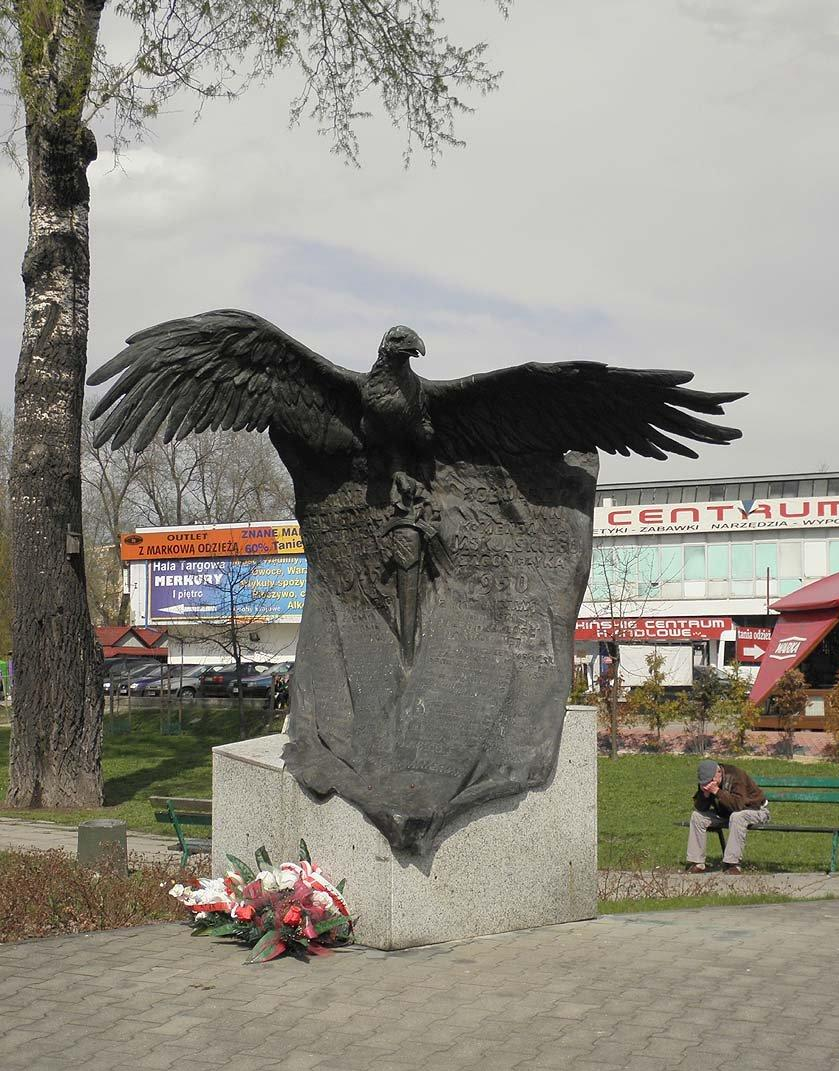
Pomník památce bojovníků WiN v Radomi

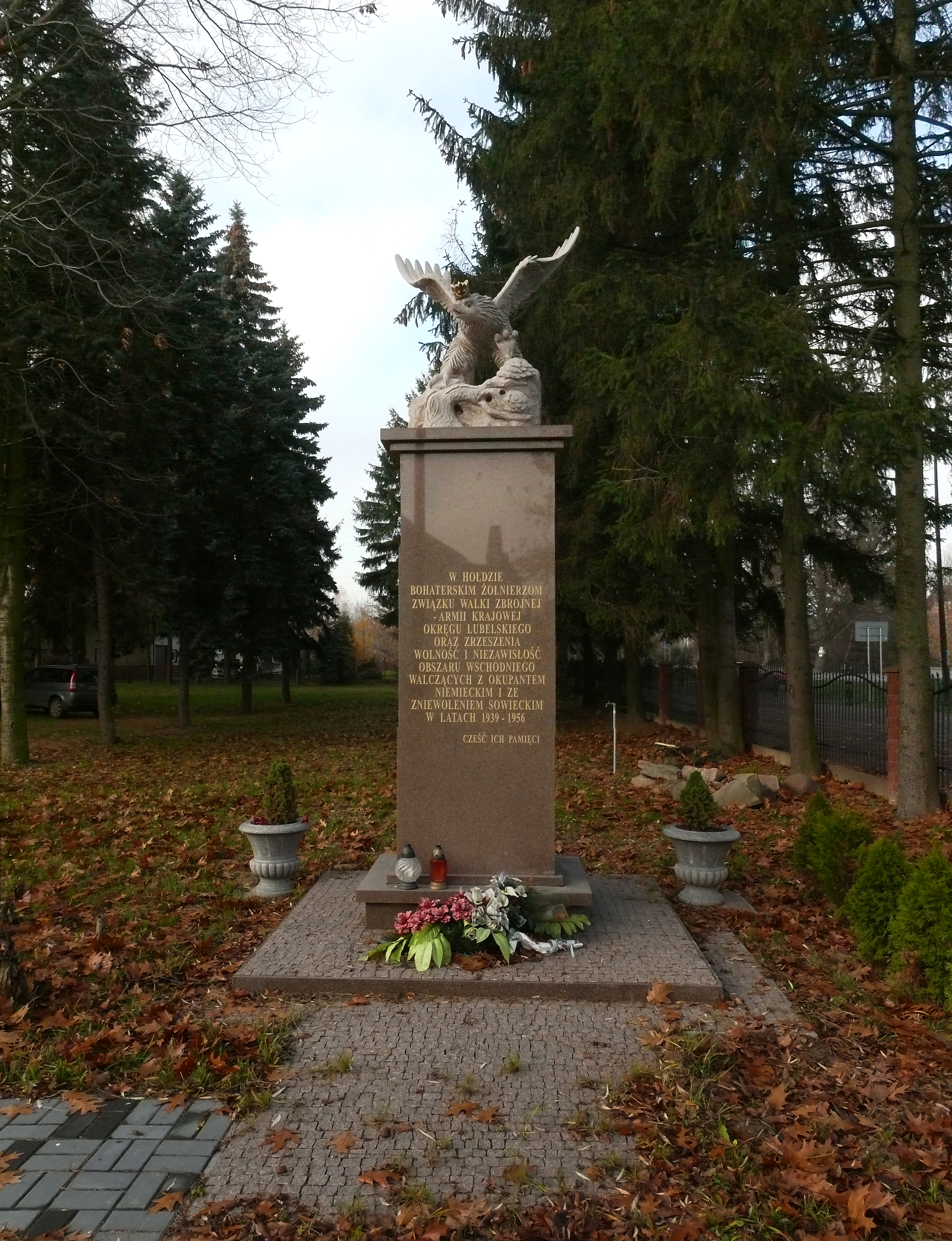
Pomník připomínající vojáky ZWZ-AK a WiN v Lublinu

WiN požadovala, aby Rudá armáda a NKVD opustily území Polska. Organizace neuznávala východní hranice, které byly dohodnuté na Jaltské konferenci. Důsledně se stavěla proti politickému pronásledování. Členové WiN chtěli vytvořit společnou armádu, obnovit polskou nezávislost na SSSR a znárodnit velké firmy. Mezi hesly organizace se objevovaly i takové, které volaly po všeobecném vzdělání, reformě rolnictví atd. Na podzim 1946 nakonec ve vedení organizace zvítězila teze o přibližování se 3. světové války a nutnosti se na ní připravit.

## Činnost organizace
Svaz měl od začátku za cíl škodit politickým plánům SSSR v Polsku. Mimo jiné WiN sbírala informace o nedemokratičnosti lidového referenda a informovala o ní Radu Bezpečnosti OSN. Úřad bezpečnosti a NKVD se neustále pokoušely organizaci zničit. Organizaci se nedařilo úspěšně se činnostem služby bezpečnosti vyhýbat. V roce 1945 byl mimo jiné zatčen první předseda WiN, plukovník Jan Rzepecki a všichni oblastní velitelé. V říjnu pak následoval i Rzepeckého následovník, plukovník Franciszek Niepokólczycki. V roce 1947 byla vládě zaslána petice 23 důstojníků bývalé Lidové armády, kteří apelovali za zajaté vůdce organizace.
Lesní (partyzánské) oddíly ničily vězení, útočily na stanoviště milic a členy Dobrovolných rezerv (ORMO), prováděly ozbrojený boj s oddíly vojska, vnitřní bezpečností a pohraniční stráže. Zabíjely i osoby spolupracující s vládou a členy Polské dělnické strany, což považovaly za obranu před terorem. Pro získávání finančních prostředků prováděly takzvané důchodové (přepadávací) akce. Jelikož byla organizace založena na Zemské armádě (rozpuštěné 19. ledna 1945) a Delegatury ozbrojených sil, byla velice snadno dekonspirována Úřadem bezpečnosti.
Od jara 1948 byla organizace pod správou Úřadu bezpečnosti a to za pomoci převerbovaných důstojníků nejen WiN, ale i AK. Úřadu bezpečnosti se dokonce podařilo na místo předsedy vedení, které mělo kryptonym „Muzeum”, dosadit svého muže o pseudonymu „Kos”. Úřadu bezpečnosti status quo vyhovoval, jelikož americká a britská vláda organizaci i po převzetí moci úřadem dále finančně pomáhala. Ministerstvo bezpečnosti tak získalo zlaté cihly v hodnotě skoro 5 milionů dolarů, moderní komunikační zařízení (se 17 radiostanicemi), které následně vysílaly falešné informace.
S CIA a SIS byl udržován rádiový kontakt za pomoci do Polska převedených agentů. Západní zpravodajské služby počítaly s tím, že po vypuknutí 3. světové války se WiN zapojí do sabotážních akcí na komunikačních uzlech na polském území, tedy takzvaný plán „Wulkan”. Organizaci byl CIA zaslán i plán „X” – tedy postupy, kterých by se organizace měla držet před válkou a během ní. V prosinci 1952 se polské ministerstvo bezpečnosti rozhodlo přestat zpravodajskou hru dále hrát, jelikož se obávalo prozrazení celé operace. Likvidace organizace vyvolala takzvanou aféru Bergu – odhalení spolupráce emigračních politických stran a Andersova štábu s CIA.
Spolu s přeběhlými důstojníky WiN tak Úřad bezpečnosti rozpracoval plán na úplné zničení organizace. V prosinci 1952 pak noviny informovaly o dobrovolném udání se celého vedení organizace. Byla to ovšem mystifikace, jelikož takzvané 5. velení bylo již od jara 1948 pod přímou správou UB.

## Sdružení bojovníků WiN
Roku 1990 vzniklo Sdružení společensko-vojenského svazu Wolność i Niezawisłość. Od roku 2003 byl předsedou Janusz Kurtyka. Funkci ovšem zastávali i Filip Musiał, Jerzy Pasierbiak a Zbigniew Młyniec.

## Památka
V roce 1997 byl natočen dokumentární film zasvěcený Svazu Wolność i Niezawisłość (režie: Leszek Baron, scénář Leszek Baron a Zbigniew Nadkański), v němž mimo jiné vystupoval Janusz Kurtyka.
V Radomi se nachází Pomník bojovníků uskupení Wolność i Niezawisłość z roku 2001, v Zduńskiej Woli pomník „Prokletých vojáků” a Svazu „Wolność i Niezawisłość” z roku 2013 a v Řešově byl 17. listopadu 2013 odhalen pomník Prokletých vojáků, uctívající památku členů svazu: plukovníka Łukasze Cieplińského a šest členů 4. vedení WiN (Adam Lazarowicz, Mieczysław Kawalec, Józef Batory, Franciszek Błażej, Józef Rzepka, Karol Chmiel). Pomník WiN je i v Lublinu.
Polský Hip-hopový vokalista Tadek na albu Niewygodna prawda II. Burza 2014 z roku 2014 vydal skladbu „Wolność i Niezawisłość” věnovaný Svazu WiN.